# Florida State University Women's Volleyball
La Florida State University Women's Volleyball è la squadra pallavolo femminile appartenente alla Florida State University, con sede a Tallahassee (Florida): milita nella Atlantic Coast Conference della NCAA Division I.

## Record
| Piazzamento          |    | Edizione |
| -------------------- | -- | --- |
| Tornei NCAA          | 25 | Semifinali: 1 2011                                                                                             |
| Tornei NCAA          | 25 | Elite Eight: 1 2009                                                                                            |
| Tornei NCAA          | 25 | Sweet Sixteen: 3 2013, 2014, 2016                                                                              |
| Tornei NCAA          | 25 | Secondo turno: 4 1993, 2010, 2012, 2021                                                                        |
| Tornei NCAA          | 25 | Primo turno: 16 1983, 1985, 1987, 1988, 1989, 1990, 1992, 1997, 1998, 2002, 2017, 2018, 2019, 2022, 2023, 2024 |
| Titoli di conference | 11 | Metropolitan Collegiate Athletic Conference: 6 1983, 1985, 1986, 1987, 1988, 1989                              |
| Titoli di conference | 11 | Atlantic Coast Conference: 5 1998, 2009, 2011, 2012, 2023                                                      |

## Conference
- Metropolitan Collegiate Athletic Conference: 1980-1990
- Atlantic Coast Conference: 1991-

## All-America

### Second Team
- Brianna Barry (2009)
- Jekaterina Stepanova (2011)
- Nicole Walch (2014)

### Third Team
- Ashley Neff (2012)
- Audrey Koenig (2024)
- Khori Louis (2024)

## Allenatori
- Linda Warren : 1972
- Billie Jones : 1973-1975
- Cecile Reynaud : 1976-2001
- Todd Kress : 2002-2007
- Chris Poole : 2008-